# 阿科科查湖
11°26′24″S 76°16′21″W / 11.44000°S 76.27250°W
阿科科查湖（Lake Acococha），是秘魯的湖泊，位於該國中部胡寧大區，由堯利省的馬爾卡波馬科查區負責管轄，處於馬爾卡科查湖東南部，長0.73公里、寬0.28公里，海拔高度4,631米。